# Kijkgaatje
Het kijkgaatje (Monopis laevigella), is een vlinder uit de familie Tineidae, de echte motten. De wetenschappelijke naam van de soort is voor het eerst als Tinea laevigella geldig gepubliceerd door Denis & Schiffermüller in 1775.
De voorvleugellengte van de vlinder bedraagt tussen de 5 en 10 millimeter. De rups van het kijkgaatje voedt zich met allerlei voedsel van dierlijke herkomst, zoals vogelnesten, uilenballen, uitwerpselen, wol, karkassen en soms voorraden van gedroogd dierlijk materiaal. De rups maakt een zijdespinsel n tunnelvorm vanwaaruit het eet. 
De soort komt verspreid voor over het Palearctisch en Nearctisch gebied. Het kijkgaatje is in Nederland een vrij algemene soort. Hij komt er vooral voor in de kuststrook en in bossen in het binnenland. In België is de soort niet algemeen. De soort vliegt van mei tot in oktober.